# Artemia (imię)
Artemia – imię żeńskie pochodzenia greckiego, wywodzące się od imienia bogini Artemidy, a oznaczające „zdrowa” lub „należąca do Artemidy, poświęcona Artemidzie”.  
Istnieją trzy święte o tym imieniu, m.in. św. Artemia z Kordoby.   
W Polsce imię nadawane sporadycznie, pojawiało się też jako imię zakonne. W styczniu 2025 r. w rejestrze PESEL, wśród publicznie dostępnych danych dotyczących osób żyjących, wykazano 5 kobiet o imieniu Artemia nadanym jako imię pierwsze oraz trzy kobiety o imieniu Artemia nadanym jako imię drugie. 
Żeński odpowiednik imienia Artemiusz.  
Artemia imieniny obchodzi 25 stycznia i 16 marca. 

## Imię Artemia w innych językach[5]
- łacina – Artemia,
- bułgarski – Artemija,
- hiszpański – Artemia,
- niemieckl – Artemia,
- rosyjski – Artemija,
- słowacki – Artemia,
- słoweński – Artemija.